# Coup de grisou du 27 décembre 1974 à Liévin
 (mai 2020).
Si vous disposez d'ouvrages ou d'articles de référence ou si vous connaissez des sites web de qualité traitant du thème abordé ici, merci de compléter l'article en donnant les références utiles à sa vérifiabilité et en les liant à la section « Notes et références ».
Le coup de grisou du 27 décembre 1974 à Liévin est une catastrophe minière qui a touché la fosse n° 3 - 3 bis des mines de Lens dite Saint-Amé, faisant quarante-deux morts et cinq blessés.

## Historique
C'est la plus grave catastrophe minière que la France ait connu depuis la fin de la Seconde Guerre mondiale, et l'une des plus graves depuis la catastrophe de Courrières, également dans le Pas-de-Calais.
À 6 h 19 du matin un coup de grisou génère un coup de poussières qui s'est propagé rapidement dans la mine, provoquant la mort de 42 mineurs. Les secours ont lutté plusieurs jours pour retrouver des survivants et n'ont pu en sauver que cinq.

## Causes
Elles n'ont jamais été clairement élucidées. Une enquête a conclu qu'une accumulation de grisou aurait pu être due au cumul de plusieurs facteurs, dont une ventilation insuffisante, une mauvaise maintenance et des pratiques de travail dangereuses.

## Contexte
Quatre ans plus tôt (en février 1970), une explosion avait au fond de la fosse 6 de Fouquières-lès-Lens tué 16 mineurs (et blessé 15 autres). Cet évènement avait durant toute l'année 1970 mobilisé de nombreux mineurs (dont cinq furent interpelés et inculpés pour publication de tracts et d'une brochure intitulée « Les mineurs accusent », et pour jet de cocktails Molotov sur les sièges des Houillères. Des manifestations avaient aussi eu lieu dans l'École des mines de Paris, ainsi qu'une exposition de peintures et l'organisation, le 12 décembre 1970, d'un « tribunal populaire » à Lens (tribunal où Jean-Paul Sartre a joué le rôle de procureur responsable du réquisitoire, qu'il a conclu par la phrase suivante : « Le grisou, la silicose, appelons-les des fatalités, si vous voulez, mais disons que ce sont des fatalités qui viennent à certains hommes par l'intermédiaire d'autres hommes qui les exploitent et sacrifient la santé ou la vie des travailleurs à la productivité. […] cette fatalité a un visage d'homme : c'est simplement les conditions que la société bourgeoise impose à leur travail [celui des mineurs] pour en tirer aux dépens de leur vie le maximum de profit » (p. XLVIII). »). Une exposition collective, « Réalité quotidienne des travailleurs de la mine » et un album d'images, le Journal d'une veuve de mineur, avaient été associés à cet évènement qui sera suivi d'une nouvelle catastrophe, en 1974 à Liévin.

## Suites
La catastrophe a marqué le bassin minier du Pas-de-Calais et la région Nord-Pas-de-Calais, suscitant plus largement une grande émotion dans le monde minier, conduisant à requestionner les conditions de sécurité dans les mines françaises.

S'en ont suivies une série de réformes du secteur minier, qui ont notamment porté sur l'amélioration de la ventilation des mines, la surveillance du grisou, la prévention des coups de poussières, la maintenance des installations et les pratiques de travail.
Sorj Chalandon, profondément marqué par cette catastrophe en a tiré en 2017 un roman de mémoire et de dénonciation qui met en scène un adolescent traumatisé par la mort de son frère ainé dans la catastrophe de 1974 ; selon Bernard Alluin, Chalandon y décrit « l'angoisse et l'affolement des familles venant aux nouvelles, le désarroi dans lequel elles sont plongées, puis l'enterrement solennel des victimes et les commémorations ultérieures. Adoptant à chaque fois le regard de son héros-narrateur, il confère au récit une grande puissance d'émotion ». C'est une dénonciation de « l'inconscience des petits chefs qui ne prennent pas les précautions élémentaires ; dénonciation de l'entreprise qui privilégie le rendement à la sécurité ».
Le cinquantenaire de la catastrophe est commémoré le 27 décembre 2024. En 2023, sur le parvis de l'église Saint-Amé de Liévin, lors du 49e anniversaire de la catastrophe, Laurent Duporge (maire de Liévin) a dit vouloir souhaiter pour 2024 une date-anniversaire commémorée par un évènement « à taille humaine ». Ainsi le 27 décembre 2024, le Premier Ministre François Bayrou s'est déplacé sur place pour commémorer le 50ème anniversaire de la catastrophe.